# Рібейра-ду-Рабіл

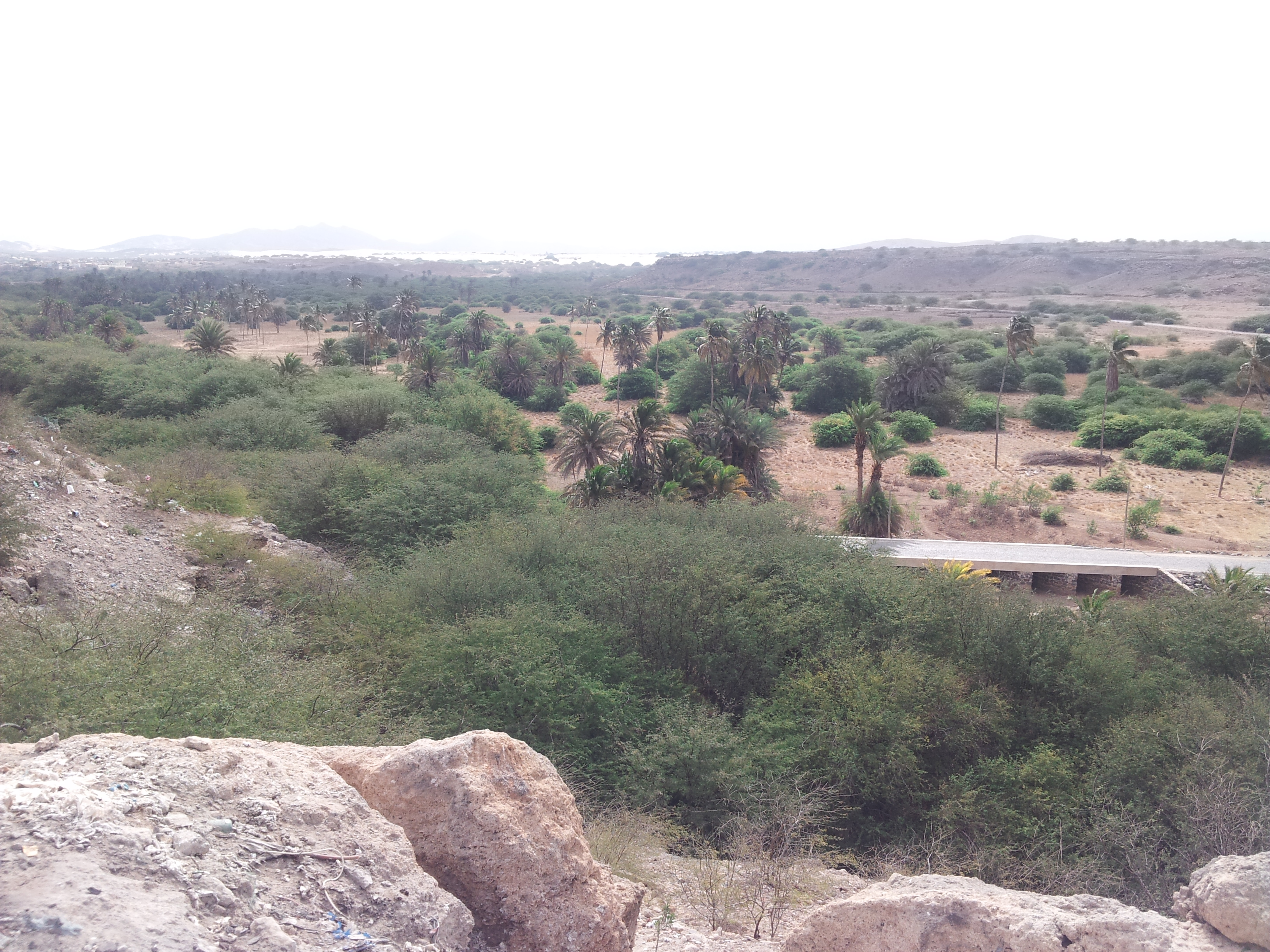
Пальми вздовж Рібейра-ду-Рабіл

Рібейра-ду-Рабіл (порт. Ribeira do Rabil) — сезонний потік в центральній та західній частині острова Боа-Вішта в Кабо-Верде. Довжина — 27 км, площа басейну — 199 км2. Витік знаходиться в південно-східній частині острова, на північ від найвищої точки острова гори Монте-Ештансія. Протікає загалом на північний захід, проходить на схід від міста Рабіл і впадає в Атлантичний океан біля міжнародного аеропорту Арістідеша Перейри. Лиман, Лагоа ду Рабіл, є важливою заболоченою місциною.